# NGC 6142
NGC 6142 (другие обозначения — UGC 10366, MCG 6-36-41, ZWG 196.56, KUG 1621+373, PGC 57984) — спиральная галактика (Sb) в созвездии Северная Корона.
Этот объект входит в число перечисленных в оригинальной редакции «Нового общего каталога».
В галактике вспыхнула сверхновая SN 2006R типа Ia, её пиковая видимая звездная величина составила 17,5.